# Story Of Two Years
《Story Of Two Years》는 2000년 5월 16일에 발매된 임재범의 네 번째 정규 음반이다. 타이틀곡 〈너를 위해〉가 영화 《동감》의 OST로 사용되면서 큰 인기를 얻었으나 당시 임재범은 활동을 중단하고 잠적한 상태였다. 그러다가 2011년 MBC 《나는 가수다》에 출연한 후 〈너를 위해〉는 새롭게 조명을 받았다. 

## 배경
이 음반의 타이틀곡 〈너를 위해〉는 가수 에스더가 1997년 발표한 〈송애〉를 리메이크한 곡이며, 원곡인 〈송애〉의 멜로디에 가사만 새롭게 개사하여 임재범의 버전으로 재편곡된 노래이다.
임재범 4집은 1998년 5월부터 준비를 시작해 2년의 시간이 걸린 끝에 완성했다. 타이틀 《Story Of Two Years》가 이를 증명한다. 이처럼 제작에 긴 시간이 소요된 것은 녹음이 불만족스러우면 작업을 중단하고 잠적해버린 임재범의 완벽주의적인 태도와 관련이 있다.
4집에는 이미 전작들에서 〈이밤이 지나면〉, 〈사랑보다 갚은 상처〉로 큰 성공을 거둔 작곡가 신재홍이 참여해 발매 전부터 기대를 높였다. 하지만 임재범은 4집이 발매되자 곧바로 잠적해 또다시 논란과 함께 화제가 되었다.

## 수록곡
| #            | 제목                    | 작사          | 작곡          | 편곡         | 재생 시간 |
| ------------ | ----------------------- | ------------- | ------------- | ------------ | --------- |
| 1.           | 〈너를 위해〉           | 채정은        | 신재홍        | 신재홍       | 4:06      |
| 2.           | 〈다시 시작해〉         | 임보경        | 임재범        | 신재홍       | 3:27      |
| 3.           | 〈아직도 사랑할뿐인데〉 | 임재범        | 임재범        | 황성제       | 4:01      |
| 4.           | 〈You're So Beautiful〉 | 빌리 프레스턴 | 브루스 피셔   | 신재홍       | 2:46      |
| 5.           | 〈To Me〉               | 임보경        | 임재범        | 신재홍       | 4:32      |
| 6.           | 〈거인의 잠〉           | 채정은        | 신재홍        | 신재홍       | 4:10      |
| 7.           | 〈Three Times A Lady〉  | 라이오넬 리치 | 라이오넬 리치 | 신재홍       | 6:17      |
| 8.           | 〈더 늦기전에〉         | 임보경        | 임재범        | 황성제       | 4:29      |
| 9.           | 〈Reason's To One〉     | 이한나        | 임재범        | 신재홍       | 4:04      |
| 10.          | 〈너를 위해〉 (MR)      |               | 신재홍        | 신재홍       | 4:04      |
| 총 재생 시간 | 총 재생 시간            | 총 재생 시간  | 총 재생 시간  | 총 재생 시간 | 41:45     |

## 참여
이 목록은 해당 앨범의 부클릿 〈staff〉목록에서 발췌하였다.
| 참여 음악인 - Sam Lee - 전기 기타(2, 4, 5, 7, 9) - 신현권 - 베이스 기타(1, 2, 4~6, 7, 9) - 강수호 - 드럼(1, 2, 4~6, 7, 9) - 이승환(Story) - 건반(1, 2, 4~6, 7, 9), 피아노(1, 9) - 심상원 외 14인 - 현악(1, 4, 5, 9) - 최원석 - 코러스(2, 7, 9) - 이근형 - 전기 기타(1, 6) - 조삼희 - 전기 기타(3, 8) - 우형윤 - 베이스 기타(3, 8) - 황성제 - 컴퓨터 프로그래밍(3, 8) - 김현아 - 코러스(2, 9) - 강성호 - 코러스(3, 8) - 신재홍 - 코러스(7, 9) - 김동하, 장효석, 정만수 - 금관 악기(2) - 나원주 - 피아노(7) | 스탭 - 신재홍 - 프로듀서 - 김경호 - 이그제큐티브 프로듀서 - 리드사운드 스튜디오 - 믹싱 스튜디오 - 소닉 코리아 - 마스터링 스튜디오 - 임창덕 - 믹싱 엔지니어 - 최수지, 이정은, 이동녘 - 보조 - 이상호, 정석우 - 마스터링 - 임계환, 고현정, 김한구, 류재경, 이정형 - 레코딩 엔지니어 - 이선용 - 프로모션, 프로덕션 코디네이터 - 김중만, 김유철 - 사진 - 신진택, 정태영, 박재욱 - 컴퓨터 그래픽 |